# Ambarikorano
Ambarikorano is een plaats en commune in het noorden van Madagaskar, behorend tot het district Mandritsara, dat gelegen is in de regio Sofia. Tijdens een volkstelling in 2001 telde de plaats 8.650 inwoners.
De plaats biedt naast lager onderwijs ook middelbaar onderwijs aan. 80 % van de bevolking werkt als landbouwer en 15 % houdt zich bezig met veeteelt. De belangrijkste landbouwproducten zijn pinda's en rijst; andere belangrijke producten zijn bananen, tarwe, mais en maniok. Verder is 5% actief in de dienstensector.